# Klimaatnoodtoestand
Een klimaatnoodtoestand (Engels climate emergency) uitroepen is een verklaring van een overheid dat de opwarming van de Aarde een kritieke situatie schept waardoor dringend bijkomende klimaatmaatregelen moeten getroffen worden. Met de term "noodtoestand" wordt prioriteit gegeven aan de maatregelen, en het dringende karakter ervan benadrukt. 
De verklaring kan symbolisch zijn, als de uitroepende instantie geen juridische bevoegdheid heeft over de te nemen maatregelen, maar ook bindend, als de verklaring uitgaat van een nationale of regionele regering. In dat geval worden aan de verklaring vaak maatregelen van mitigatie gekoppeld, met name bijkomende emissiedoelstellingen, of wordt klimaataanpassing beoogd. 

## Historiek
Reeds in 2013 noemde de Australische artsenvereniging de klimaatverandering een “medische noodtoestand”.  Een van de eerste overheden die de klimaatnoodtoestand uitriep, was Darebin City, Australië op 5 december 2016. Na Darebin volgden Hoboken (New Jersey) en Berkeley (Californië). De eerste Europese overheid was de gemeenteraad van Bristol, Verenigd Koninkrijk.

## Europese Unie

Klimaatnoodtoestand uitgeroepen (2019), voor het hele land (donkerblauw), of voor bepaalde gemeenten of regio’s (lichtblauw).

Op 28 november 2019 riep het Europees Parlement een klimaatnoodtoestand uit, met 429 stemmen voor, 225 tegen, en 19 onthoudingen.

## Landen
Verschillende landen hebben al officieel een klimaatnoodtoestand uitgeroepen:
- Argentinië: 17 juli 2019
- Bangladesh: 13 november 2019
- Canada: het Parlement van Canada nam het besluit op 17 juni 2019.
- Frankrijk 27 juni 2019
- Malta: 22 oktober 2019
- Oostenrijk: 25 september 2019
- Portugal: 7 juni 2019
- Spanje: 17 september 2019
- Verenigd Koninkrijk: 1 mei 2019, en het eerste land waar het Parlement een noodtoestand uitriep. Het ging weliswaar om een niet-bindende resolutie.[6]

## Deelstaten en lokale overheden
| Land of deelstaat       | 2019 | 2020 |
| ----------------------- | ---- | ---- |
| Australië               | 74   |      |
| België, Brussels Gewest | 9    |      |
| België, Vlaams Gewest   |      |      |
| België, Waals Gewest    |      |      |
| Canada                  | 80   |      |
| Chili                   | 1    |      |
| Duitsland               | 42   |      |
| Filipijnen              | 3    |      |
| Frankrijk               | 18   |      |
| Hongarije               | 1    |      |
| Ierland                 | 18   |      |
| Italië                  | 46   |      |
| Japan                   | 2    |      |
| Nederland               | 4    |      |
| Nieuw-Zeeland           | 15   |      |
| Oostenrijk              | 7    |      |
| Polen                   | 5    |      |
| Slovakije               | 1    |      |
| Spanje                  | 21   |      |
| Tsjechië                | 2    |      |
| Verenigd Koninkrijk     | 390  |      |
| Verenigde Staten        | 57   |      |
| Zwitserland             | 17   |      |

## Wetenschap
Op 5 november 2019 stelden meer dan 11.000 wetenschappers uit 153 landen in het tijdschrift Bioscience: “We verklaren duidelijk en ondubbelzinnig dat de planeet Aarde te maken heeft met een klimaatnoodsituatie”, en dat de mensheid “onvoorstelbaar lijden tegemoet gaat als gevolg van de klimaatcrisis” als er geen ingrijpende veranderingen komen in de mondiale samenleving.
In november 2019 koos de online Oxford English Dictionary climate emergency tot Woord van het jaar, vanwege het toegenomen gebruik van de term.
Sedert 2019 publiceert de Wereld Meteorologische Organisatie jaarlijks United in Science, een door meerdere organisaties georganiseerde compilatie op hoog niveau van de meest recente wetenschappelijke gegevens met betrekking tot klimaatverandering, gevolgen en reacties.

## Burgermaatschappij
Paus Franciscus sprak van een klimaatnoodtoestand, in een bijeenkomst met vertegenwoordigers van de olie-industrie op 14 juni 2019. Op 10 juli 2019 riep een netwerk van meer dan 7.000 instellingen voor Hoger en Voortgezet onderwijs uit 6 continenten de klimaatnoodtoestand uit, en besloten een driepuntenplan te ondernemen voor hun werk met studenten (klimaatneutraal worden, klimaatonderzoek opdrijven, klimaatonderwijs veralgemenen).

## Kritiek
Tegenstanders van de verklaring in het Europees Parlement uitten in november 2019 kritiek, ofwel omdat de verklaring “nodeloos verontrustend” werd gevonden, dan wel omdat de menselijke bijdrage in de klimaatopwarming onvoldoende gemeten zou zijn.